# Aktivt centrum
Aktivt centrum, aktiv yta eller aktivt säte är inom molekylärbiologin den del av ett enzym eller ribozym där substraten binder och den kemiska reaktionen sker. Eventuella kofaktorer binder också till det aktiva centret. Det aktiva centret utgörs generellt sett av en ficka med aminosyror som deltar i igenkänningen av substraten. 
Det aktiva centret är oftast upp en mycket liten del av enzymets totala volym. Resten av enzymet behövs för att skapa de tredimensionella förutsättningarna för det aktiva centret. Förutom de atomer som krävs för att skapa det aktiva centret får inte för många onödiga atomer finnas i närheten, eftersom det kan medföra steriskt hinder. Resten av enzymet kan i många fall även för reglera dess aktivitet, binda till andra enzym eller transportera substrat till det aktiva centret.

## Inbindning

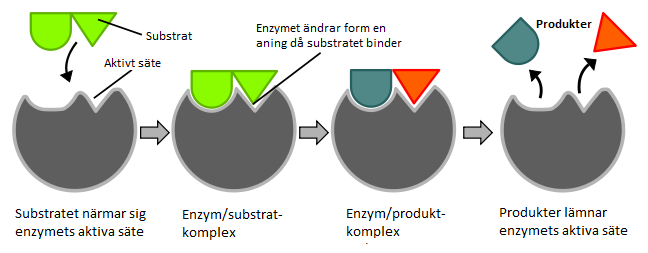
Illustration av modellen om inducerad passform.

Interaktionen mellan enzymet och dess substrat består av många svaga kemiska bindningar, vilket gör enzymet mycket hög noggrannhet (specificitet) i att känna igen sitt substrat. 
1884 lade nobelpristagaren och organkemisten Hermann Emil Fischer fram sin modell för hur enzym fungerar, "lock and key model" ("nyckeln i låset-modellen"). Modellen byggde på att enzymet och substratet har varsin form som mycket exakt passar in i varandra.  År 1958 föreslog Daniel Koshland en modifiering av denna modell. Eftersom proteiner och därmed enzymer inte har en enda statisk form, kommer det aktiva centret att förändras när substratet binder till enzymet. Substratet binder inte till ett aktivt centrum som alltid ser likadant ut. Istället kan aminosyrornas sidokedjor gjutas in i precis de positioner som gör att enzymet kan katalytisera den kemiska reaktion den är till för. Det aktiva centret fortsätter att förändras till dess att substratet är fullständigt bundet. Koshlands modell kallas ofta "inducerad passform" och är den modell som idag är allmänt accepterad.